# Economía de Lituania
Lituania se tornó miembro de la OMC e ingresó en la Unión Europea en 2004. Su economía creció en una media de 8% durante los 4 años anteriores al 2008, ayudada por las exportaciones y por la demanda interna. El desempleo creció a 15% en 2009, contra 4,8% del año anterior. El producto interno bruto sufrió una reducción de casi 17% - los tres estados bálticos sufrieron su peor caída económica en 2009. El déficit presupuestario creció en casi un 15% del PIB entre el 2007 y el 2008, pero cayó abruptamente el 2009 debido a la reducción de las importaciones.
Su agricultura ha sido tradicionalmente productora de alimentos. Pero desde los años 1940 se ha industrializado muy rápidamente, a pesar de que la agricultura todavía es importante (quizás una quinta parte de la población activa se dedica puesto que el 53,9% de la tierra es de cultivo, mientras el 30,4% son bosques y el 7,6% pastos). También es bastante importante la ganadería.
Económicamente, el país se divide en cuatro zonas. Lituania Este tiene un sector industrial diversificado y en expansión (metalurgia, manufacturas, carpinteras e industria ligera). La zona sur posee la mitad de los recursos energéticos y acuáticos y tiene metalúrgicas, manufacturas y alimentarias (sobre todo por la ganadería y la acelga-rábano). El Norte de Lituania tiene poca industria pero es una importante zona granjera (cereales y acelga-rábano). La zona Oeste es más conocida por los astilleros, reparación de barcos y pesca. En los 90 se dio 
un proceso de  privatización. Lituania es miembro de la Organización Mundial del Comercio e ingresó en la Unión Europea desde el 1 de mayo de 2004.
A pesar de esto, su comercio con los países de Europa Oriental - Rusia en particular - representa una parte creciente del total. En los últimos años el país ha invertido en el sector fintch y de nuevas tecnologías.
El país ocupa actualmente la posición n.º 30 entre 179 países en términos del Índice de Libertad Económica, de la Heritage Foundation. Desde 2012 ocupa el segundo puesto entre los países con mayor población en la pobreza de la Union Europea.

## Datos económicos básicos
- Producto interno bruto (2003): 15 460 millones de euros.
- Producto interno bruto per cápita (2006): 5988 euros.

Distribución por sectores económicos del PIB total:
Agricultura, silvicultura y pesca: 7%.
Industria: 31%.
Industrias manufactureras y minería: 21%.
Servicios y construcción: 62%.
- Tasa de desempleo (2003): 8%.
- Inflación media anual: -1,2%.
- Deuda externa aprox.: 6128 millones de euros.
- Importaciones: 7182 millones de euros.
- Exportaciones: 5740 millones de euros.
- Principales países clientes: Reino Unido, Rusia y Alemania.
- Principales países proveedores: Rusia, Alemania e Italia.

## Comercio exterior

### Importaciones
Se presentan a continuación las mercancías de mayor peso en las importaciones de Lituania para el período 2010-hasta junio de 2015. Las cifras están expresadas en dólares estadounidenses valor FOB.

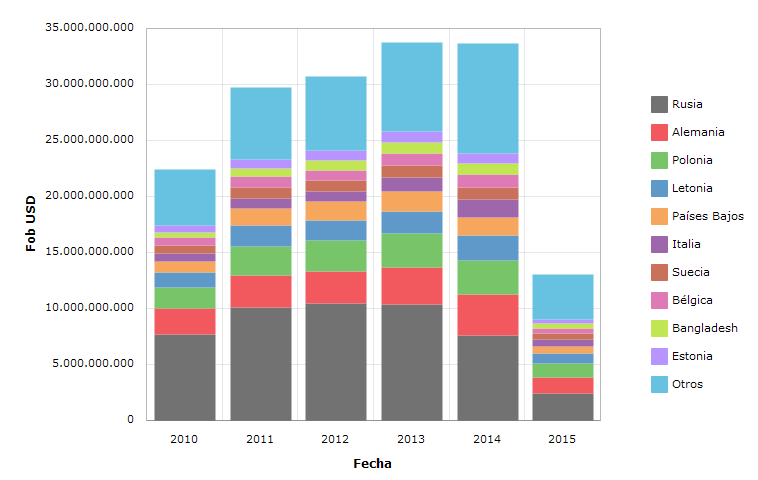
Importaciones de Lituania del periodo 2010-hasta junio de 2015 expresadas en USD valor FOB. [http://trade.nosis.com/es/Comex/Importacion-Exportacion/Lituania/Todas-las-posiciones-arancelarias/LT/00 Fuente

| Fecha Mercadería por capítulo arancelario                                                                           | 2010           | 2011           | 2012           | 2013           | 2014           | enero-junio de 2015 |
| --- | -------------- | -------------- | -------------- | -------------- | -------------- | ------------------- |
| 27 - combustibles minerales, aceites minerales y productos de su destilación; materias bituminosas; ceras minerales | 7.476.021.827  | 10.379.662.353 | 10.819.573.331 | 11.016.062.484 | 8.562.742.555  | 3.026.378.936       |
| 84 - calderas, máquinas, aparatos y artefactos mecánicos; partes de estas máquinas o aparatos                       | 1.431.533.586  | 2.045.983.940  | 2.114.855.743  | 2.581.381.219  | 3.249.713.582  | 1.303.979.595       |
| 87 - vehículos automóviles, tractores, velocípedos y demás vehículos terrestres, sus partes y accesorios            | 1.532.691.827  | 2.322.979.874  | 2.207.544.157  | 2.458.694.909  | 2.098.588.573  | 840.069.333         |
| 85 - máquinas, aparatos y material eléctrico, y sus partes                                                          | 1.268.310.497  | 1.477.601.031  | 1.531.608.953  | 1.743.572.193  | 2.408.228.050  | 944.926.724         |
| 39 - plásticos y sus manufacturas                                                                                   | 817.866.446    | 1.003.608.896  | 1.097.242.021  | 1.263.003.075  | 1.391.358.273  | 545.513.490         |
| 30 - productos farmacéuticos                                                                                        | 715.450.270    | 840.263.845    | 809.622.637    | 904.859.425    | 1.037.730.352  | 481.289.071         |
| 29 - productos químicos orgánicos                                                                                   | 723.009.182    | 890.079.305    | 852.937.418    | 770.860.393    | 686.359.899    | 264.498.555         |
| 08 - frutas y frutos comestibles; cortezas de agrios (cítricos), melones o sandías                                  | 451.162.625    | 555.735.675    | 626.658.378    | 714.701.902    | 646.317.925    | 298.372.864         |
| 72 - hierro y acero de fundición                                                                                    | 408.923.314    | 600.387.324    | 574.928.586    | 559.058.171    | 596.239.933    | 240.688.775         |
| 48 - papel y cartón; manufacturas de pasta de celulosa, de papel o cartón                                           | 447.083.051    | 530.894.913    | 527.750.800    | 566.127.397    | 590.224.804    | 223.160.192         |
| Demás capítulos | 7.177.259.399  | 9.077.824.785  | 9.569.900.318  | 11.132.745.982 | 12.426.836.862 | 4.872.087.904       |
| Total | 22.449.312.023 | 29.725.021.941 | 30.732.622.344 | 33.711.067.150 | 33.694.340.806 | 13.040.965.437      |

### Exportaciones
Se presentan a continuación los principales socios comerciales de Lituania para el periodo 2010-hasta junio de 2015. La mayoría de sus importadores están en Europa salvo Rusia y Bangladés. Las cifras expresadas son en dólares estadounidenses valor FOB.

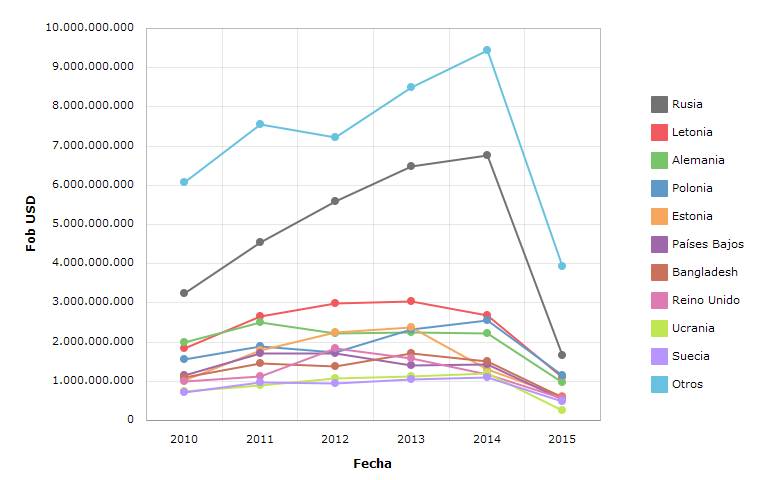
Exportaciones de Lituania del periodo 2010-hasta junio de 2015 expresadas en USD valor FOB. [http://trade.nosis.com/es/Comex/Importacion-Exportacion/Lithuania/Todas-las-posiciones-arancelarias/LT/00 Fuente

| Fecha País importador | 2010           | 2011           | 2012           | 2013           | 2014           | enero-junio de 2015 |
| --------------------- | -------------- | -------------- | -------------- | -------------- | -------------- | ------------------- |
| Rusia                 | 3.240.712.308  | 4.539.557.457  | 5.592.730.558  | 6.473.302.251  | 6.751.983.443  | 1.647.098.295       |
| Letonia               | 1.839.329.498  | 2.660.040.304  | 2.975.029.961  | 3.025.752.941  | 2.689.682.234  | 1.093.957.850       |
| Alemania              | 1.998.511.203  | 2.496.756.833  | 2.219.686.997  | 2.253.901.503  | 2.230.471.611  | 968.257.374         |
| Polonia               | 1.556.708.665  | 1.886.662.413  | 1.727.429.925  | 2.321.823.722  | 2.563.261.528  | 1.143.691.660       |
| Estonia               | 1.011.412.123  | 1.778.354.814  | 2.245.395.319  | 2.363.802.800  | 1.310.603.828  | 608.409.284         |
| Países Bajos          | 1.137.420.596  | 1.696.718.829  | 1.698.660.197  | 1.399.854.490  | 1.419.249.578  | 544.667.171         |
| Bangladés             | 1.094.839.605  | 1.446.586.276  | 1.366.173.911  | 1.701.313.454  | 1.512.051.172  | 590.292.789         |
| Reino Unido           | 998.204.982    | 1.122.040.274  | 1.837.375.463  | 1.575.479.826  | 1.184.846.198  | 557.218.563         |
| Ucrania               | 747.975.201    | 902.904.921    | 1.062.395.156  | 1.129.588.079  | 1.190.441.555  | 261.927.406         |
| Suecia                | 719.926.093    | 956.797.677    | 933.070.724    | 1.034.436.442  | 1.104.177.606  | 481.765.921         |
| Resto del mundo       | 6.061.204.515  | 7.547.241.331  | 7.222.758.578  | 8.497.311.201  | 9.428.763.671  | 3.918.574.963       |
| Total                 | 20.406.244.790 | 27.033.661.128 | 28.880.706.789 | 31.776.566.708 | 31.385.532.426 | 11.815.861.276      |